# Метрова колія

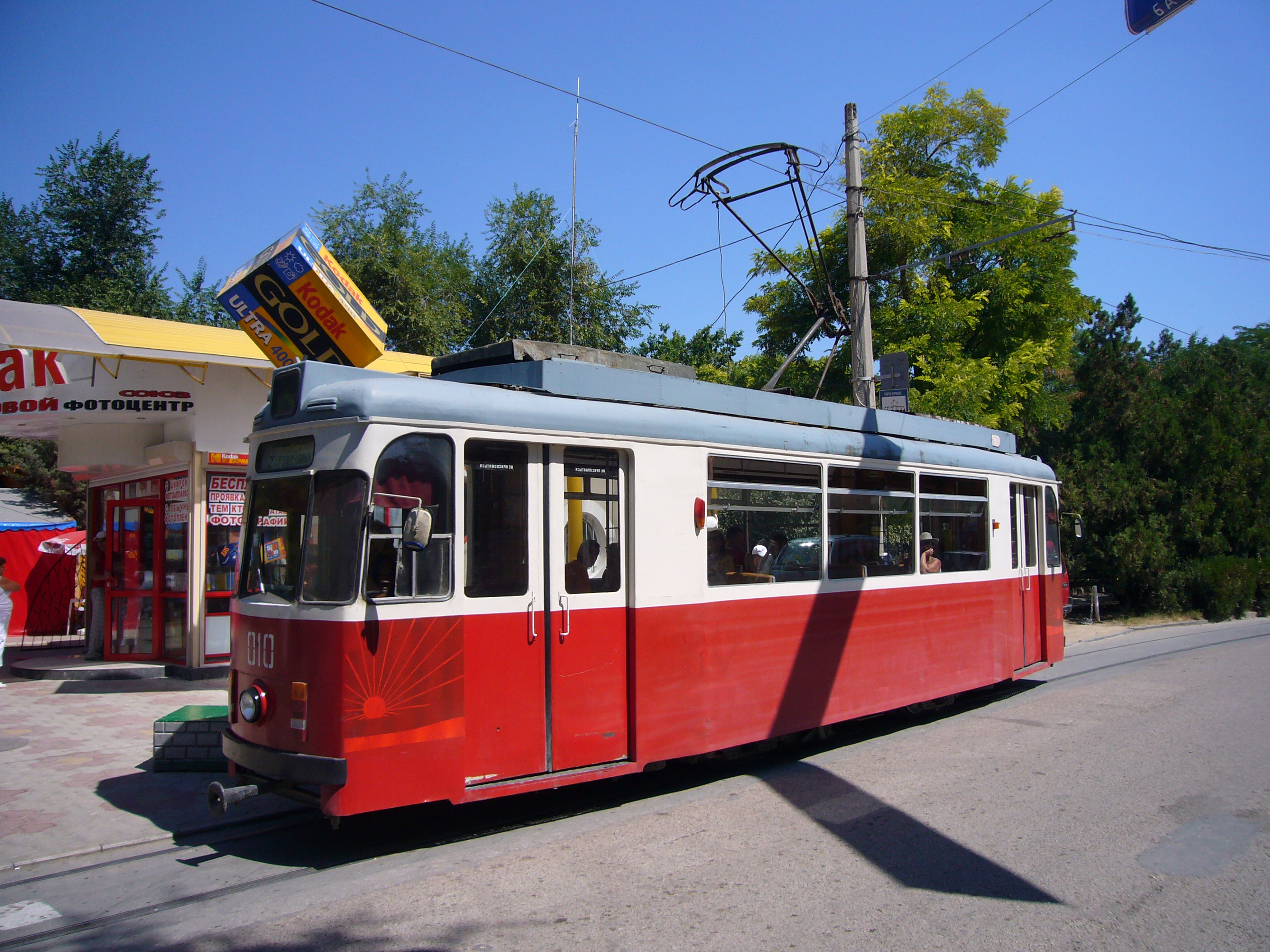
Трамвай «Гота» колія 1000 мм в Євпаторії

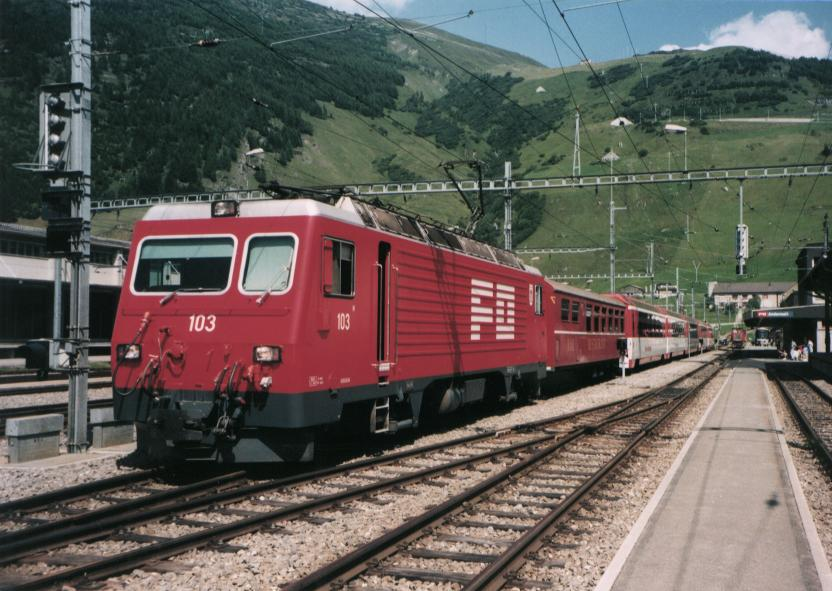
Електровоз колії 1000 мм, Швейцарія

Метрова колія (1000 мм) — ширина колії вузькоколійних залізниць. За даними на 2000 рік, метрова колія є четвертою у світі загальною протяжністю 95 000 км залізниць з цією шириною колії.

## Поширення колії
| Країна           | Довжина, км | Використання |
| ---------------- | ----------- | --- |
| Аргентина        | 11 080      | Залізниця генерала Мануеля Бельграно (включаючи Потяг до хмар) |
| Австрія          |             | Інсбруцький трамвай, Гмунденський трамвай, Ахензеебан |
| Бангладеш        | 1 830       | Головним чином в центральних та східних регіонах та 365 км суміщеної колії з індійською колією (1676 мм) |
| Бельгія          |             | Трамваї Шарлеруа, Антверпена, Гента, Береговий трамвай |
| Бенін            | 578         | |
| Болівія          | 3 600       | |
| Бразилія         | 23 489      | Вантажні перевезення: E.F Vitoria-Minas Passenger/Cargo Line and E.F. Метрополітени Форталеза Терезіна |
| Болгарія         |             | Більша частина Софійського трамвая, окрім трьох ліній європейської колії |
| Буркіна-Фасо     | 622         | Залізниця Абіджан — Угадугу |
| Бірма            | 3 200       | Бірманські залізниці, за винятком Бірманської рудної залізниці. |
| Камбоджа         | 612         | |
| Камерун          | 1 104       | |
| Чилі             | 2 923       | Державна залізнична компанія (Ферронор), Залізниця Антофагаста — Болівія, Залізниця Арика — Ла-Пас |
| Китай            |             | Залізниця Куньмін — Хайфон |
| Хорватія         |             | Загребський трамвай Осієцький трамвай |
| Чехія            | 0           | Як і в інших судетських містах, трамваї Ліберця в минулому використовували метрову колію. Проте всі лінії були перешиті на стандартну колію . |
| Республіка Конго |             | |
| Данія            |             | Орхуський трамвай (зачинено), Данський трамвайний музей. |
| Джибуті          | 780         | Залізниця Аддис-Абеба — Джибуті |
| Єгипет           |             | Каїрсько-Геліопольський трамвай (закрито) |
| Фінляндія        |             | Гельсінський трамвай |
| Франція          |             | Історично використовувався на багатьох місцевих і регіональних залізницях, лише деякі з яких залишилися сьогодні. Залізниця Блан — Аргент, від Сальбрі до Валансе (чинна) Прованська залізниця (чинна) Корсиканська залізниця (2 чинні лінії) Залізниця Ла-Мюр (чинна) Панорамна залізниця Дом (чинна) Лілльський трамвай (чинний) Сент-Етьєнський трамвай (чинна) Залізниця департаменту Фіністер (закрита в 1946 році) Залізниця затоки Соми (чинна) Залізниця Сердань, працює у Французьких Піренеях (чинна) Залізниця Сен-Жерве — Валлорсін через Шамоні (чинна) Трамвай Монблан (чинна) Залізниця Монтанвер (чинна) |
| Німеччина        |             | Аугсбурзький трамвай Кирничтальбан Білефельдський штадтбан Трамвай Бохум/Гельзенкірхен Бранденбурзький трамвай Котбуський трамвай Дармштадтський трамвай Ерфуртський штадтбан Ессенський трамвай Трамвай Франкфурта-на- Одері Фрайбурзький трамвай Герліцький трамвай Трамвай Готи — Вальтерсгаузена Гальберштадтський трамвай Трамвай Галле Гайдельберзький трамвай Трамвай Єни Крефельдський трамвай Майнцький трамвай Трамвай Мангайма — Людвігсгафена Мюльгаймський трамвай Наумбурзький трамвай Нордгаузенський трамвай Плауненський трамвай Трамвай Шенайхе та Рюдерсдорфа Ульмський трамвай Вюрцбурзький трамвай Трамвай Цвікау Вузькоколійна залізниця Гарца (чинна) Баварський Цугшпітцебан (чинний) |
| Греція           |             | Пірейсько-Афінсько-Пелопоннеські залізниці раніше були найбільшою мережею метрової колії в Європі, але зараз майже занедбані. Тільки приміська залізниця Патри та туристична залізниця Олімпія — Катаколо досі використовують цю мережу. |
| Угорщина         |             | Трамвай Сомбатхей (1897-1974) Шопронський трамвай (1900-1923) Фабрика звукозапису Боршоднадашд (не чинна) |
| Індія            |             | Гірська залізниця Нілгірі (чинна) Залізниця Майлані — Нанпара (чинна) |
| Ірак             |             | Месопотамські залізниці |
| Ізраїль          |             | Дистанції з шириною колії 1000 мм були перешиті на 1050 мм або 1435 мм |
| Італія           |             | Залізниця Тренто — Мале — Меццана (чинна), Залізниця Генуя — Казелла (чинна), Залізниця Домодоссола — Локарно (чинна), Трамвай Трієст — Опічина (чинний), Ріттнербан (чинний), залізниця Лаас — Ласа (чинна), Бернінабан (чинний) |
| Кот-д'Івуар      |             | Залізниця Абіджан — Угадугу (чинна) |
| Кенія            |             | Кенійська залізниця, під орудою Кенійської залізничної корпорації. Метрова колія від станції стандартної колії Найробі до центру міста (чинна) |
| Лаос             | 3,5         | Дистанція, що є продовженням Державних залізниць Таїланду через кордон із Лаосом |
| Латвія           |             | Трамвай у Лієпаї (чинний) |
| Мадагаскар       | 875 (2006)  | Дві не пов'язані між собою дистанції оператора Madarail |
| Малайзія         |             | Keretapi Tanah Melayu — KTM Intercity, KTM ETS і KTM Komuter, Державна залізниця Сабаху, Залізниця Пенангу |
| Малі             | 1287        | Залізниця Дакар — Нігер |
| Мальта           |             | Мальтійська залізниця |
| Марокко          |             | Декілька промислових залізниць у колишньому Іспанському Марокко |
| Нова Зеландія    |             | Веллінгтонський фунікулер |
| Норвегія         |             | Тронгеймський трамвай (чинний), Флейбанен (чинний), Тамзгафнбанен (працює як музейна залізниця) |
| Пакистан         |             | Залізниця Мірпур-Хас — Навабшах (не чинна), Одна дистанція залізниці Гайдарабад — Хохрапар (перешита на широку колію) |
| Польща           |             | Бидгощський трамвай (чинний), Торунський трамвай (чинний), Ельблонзький трамвай (чинний), Грудзьондзький трамвай (чинний), Лодзинський трамвай (включаючи приміські лінії) (чинний), Ольштинський трамвай (не чинний з 1965 р., новозбудована система 2015 р. має стандартну колію), Надморська вузькоколійка (працює як туристична залізниця), Кашолінська вузькоколійка (працює як туристична залізниця), Пясеченська вузькоколійка (працює як туристична залізниця) |
| Португалія       |             | Декілька, головним чином, гірських ліній, в основному занедбаних в 1990-х рр., ніколи повністю не з'єднані, — сполучені з мережею REFER за допомогою загальних станцій і деяких дистанцій із суміщеною колією. Залишається у використанні залізниця Вога. Також існували: легке метро Мірандели (не чинне з 2018 р.), зубчаста залізниця Фуншал (закрита в 1943 році), трамвай Коїмбри (закритий в 1980 році), трамвай Сінтри |
| Румунія          |             | Арадський трамвай (чинний), Ясський трамвай (чинний), трамвай Сібіу (чинний), Галацький трамвай (до перешиття його на європейську колію в 1975 році). |
| Росія            |             | Калінінградський трамвай (чинний), П'ятигорський трамвай (чинний) |
| Сенегал          | 1287        | Залізниця Дакар — Нігер |
| Сербія           |             | Белградський трамвай (чинний) |
| Сінгапур         |             | Дистанція Малайзійської залізниці |
| Словаччина       |             | Братиславський трамвай, Татранська електрифікована залізниця, Кошицька дитяча залізниця |
| Іспанія          |             | Euskotren Trena міжміські, приміські лінії та лінії метро, а також трамвайні лінії Euskotren Tranbia (Більбао та Віторія-Гастейс), C-4 (Cercanías Bilbao) (Більбао-Конкордія — Кальсада), залізниця Renfe Feve на північному заході Іспанії, включаючи Transcantábrico (чинна), C-4, C-5, C-6, C-7, C-8, C-9 (Cercanías Asturias) (чинний), FGC Залізниця Льобрегат — Аноя та лінія 8 метро Барселони, Метрополітен Більбао (чинний), Залізниця Серседілья — Котос (чинна), Пальмський метрополітен (чинний), Валенсійський метрополітен (чинний), Ferrocarrils de la Generalitat Valenciana (чинний) |
| Швеція           |             | Скансенський фунікулер |
| Швейцарія        |             | Альбулабан та Бернінабан (частково в Італії). Ці залізниці мають статус об’єкта Світової спадщини ЮНЕСКО як складові Ретійської залізниці (чинна), Залізниця Аппенцелль — Санкт-Галлен — Троген, Залізниця Альтштеттен — Гайс, Залізниця Госсау — Вассерауен, прямує кантонами Санкт-Галлен, Аппенцелль-Іннерроден і Аппенцелль-Ауссерроде (чинна), Дольдербан, фунікулер у Цюриху, перетворений на зубчасту залізницю та розширений на початку 1970-х років. (чинний), Форхбан, курсує як трамвай у місті Цюрих і як поїзд за містом (чинний), Центральбан, об'єднаний із залізницею Люцерн — Штанс — Енгельберг, Брюнігбан та залізницею Майрінген — Іннерткірхен (чинний), Маттергорн-Готтард-бан (чинний), Юрська залізниця (чинна), залізниця Ла-Шо-де-Фон — Гловельє (чинна), залізниця Ла-Шо-де-Фон — Ле-Пон-де-Мартель (чинна), залізниця Сеньлеж'є — Ла-Шо-де-Фон (чинна), залізниця Ле-Локль — Ле Брене (чинна), Невшательський трамвай (чинний), залізниця Чентоваллі (чинна), залізниця Лугано — Понте-Треза (чинна), залізниця Мартіньї — Шатлар (чинна), залізниця Ньйон — Сен-Серг — Море (чинна), залізниця Б'єр — Апль — Морж (чинна), залізниця Івердон — Сен-Круа (чинна), залізниця Лозанна — Берше (чинна), залізниця Монтре — Ленк (чинна), громадський транспорт Шабле (чинний), залізниця Фрауенфельд — Віль (чинна), регіональна залізниця Бер — Золотурн (чинна), залізниця Біль — Тойффелен — Інс (чинна), Базельський трамвай (чинний), Baselland Transport (чинний), Бернський трамвай (чинний), Женевський трамвай (чинний), залізниця Бернського високогір'я (чинна), Горнергратбан (чинний), Цюрихський трамвай (чинний) |
| Танзанія         | ~2 600      | Tanzania Railways Corporation |
| Таїланд          | 4 346       | Таїландська державна залізниця |
| Того             | 568         | |
| Туніс            | 1 674       | Крім європейської колії — 471 км |
| Туреччина        |             | Стамбульський ностальгічний трамвай (чинний), Маршрут 3 трамвая Бурси (чинний), Трамвай Ескішехіра |
| Уганда           |             | Угандійська залізниця оператора Uganda Railways Corporation |
| Україна          |             | Львівський трамвай (чинний), Молочне (ліквідовано), Вінницький трамвай (чинний), Житомирський трамвай (чинний), Євпаторійський трамвай (чинний) |
| Велика Британія  |             | Девінгтонське легке метро |
| США              |             | |
| В'єтнам          |             | В'єтнамські залізниці, Залізниця Куньмін — Хайфон |

## Застосування метрової колії
Метрова колія відрізняється універсальністю. Вона застосовується як для промислових залізниць, так і для залізниць загального користування. У Таїланді, наприклад, є залізниці лише метрової колії. В Європі метрова колія головним чином використовується на приміських та місцевих залізницях, які найчастіше використовуються в якості міжміського трамваю). У Швейцарії метрова колія використовується на багатьох гірських залізницях, в тому числі і на залізницях з зубчатою рейкою.
Також поширені трамвайні системи з метрової колією. Досить багато таких систем в Німеччині. Є країни, де немає залізниць з метрової колією, проте існуюиь трамвайні системи, що використовують цю колію (наприклад, Бельгія).
Метрову ширину колії мають метрополітени Більбао, Валенсії й Пальма-де-Мальорка.
У СРСР метрова колія не була поширена, абсолютна більшість вузькоколійних залізниць СРСР мали ширину колії 750 мм. Винятком були нечисленні шахтні вузькоколійки. Також існували трамвайні системи з метрової колією. Наразі в Росії збереглися лише дві такі системи: в Калінінграді й П'ятигорську. Раніше трамваї з метрової колією були також в Старій Руссі, Пскові та Виборгу.
В Україні метрову колію мають переважно лише трамвайні системи: Вінниця, Євпаторія, Житомир, Львів та у Молочному.